# Sergio Marullo Di Condojanni
Sergio Marullo di Condojanni (Milazzo, 13 dicembre 1918 – Messina, 24 maggio 1988) è stato un politico italiano.

## Biografia
Laureato in giurisprudenza, possidente agricolo e combattente nella seconda guerra mondiale, nel dopoguerra è eletto consigliere comunale, e poi è assessore, al Comune di Messina.

### Deputato all'ARS
Nel 1951 è eletto deputato all'Assemblea Regionale Siciliana nella lista del Movimento Sociale Italiano nel collegio di Messina. Nel 1955 è rieletto, ma nelle file del Partito Nazionale Monarchico, di cui è capogruppo. Nel 1958, nel primo governo di Silvio Milazzo diviene assessore al Turismo e sport. Rieletto nel 1959, è ancora assessore nel secondo governo Milazzo fino al febbraio 1960, poi rompe con il PNM, si avvicina alla sinistra e fonda un suo movimento, il Partito dei contadini d'Italia.

### Senatore
Nel febbraio 1963 si dimette dall'Ars per candidarsi al Senato nelle elezioni di aprile di quell'anno con Unione Siciliana Cristiano Sociale nei collegi di Messina e Alcamo, venendo eletto in quest'ultimo. Nel 1964 aderisce al PSIUP.
Rieletto Senatore della V legislatura (1968-1972) nel collegio di Caltagirone con il PCI, in cui è candidato come indipendente e infatti aderisce al gruppo della Sinistra Indipendente. In questa legislatura è firmatario di una mozione contro i Patti lateranensi.